# Detlef H. Mache
Detlef Hauke Mache (* 1960 in Kamen) ist ein deutscher Mathematiker und Professor für Angewandte Mathematik und Höhere Mathematik.

## Leben
Detlef H. Mache legte 1980 am Ruhr-Gymnasium Witten sein Abitur ab und studierte Mathematik sowie Philosophie, Sport und Informatik an der Universität Dortmund, wo er 1988 sein Studium mit dem akademischen Grad Diplom-Mathematiker abschloss. Zwischen 1988 und 1991 war er wissenschaftlicher Mitarbeiter am Lehrstuhl für Approximationstheorie, an dem er 1991 die Promotion mit einer Arbeit über die Anwendung der Kantorovič-Operatoren erlangte.
1998 habilitierte Mache sich an der Universität Dortmund mit einer Habilitationsschrift über die optimale Konvergenzordnung positiver Summationsverfahren der Durrmeyer-Operatoren mit Jacobi–Gewichtungen, und lehrte anschließend ebendort als Privatdozent. Er hatte eine Gast-Professor an der University of the Witwatersrand in Johannesburg, war Professor als Lehrstuhlvertreter an der Ludwig-Maximilians-Universität München und der Universität-Gesamthochschule Duisburg (1998–2002). Seine Forschung befasst sich mit Themen aus der Approximationstheorie und der Angewandten Mathematik.
Seit dem Jahr 1995 trug er wesentlich dazu bei, das Universitätskolleg Bommerholz in Witten-Bommerholz der Universität Dortmund zu einem international anerkannten Zentrum der Angewandten Mathematik und Approximationstheorie auszubauen. Dabei pflegte er zahlreiche internationale Kontakte, engagierte sich in der Förderung in- und ausländischer Nachwuchswissenschaftler und als Initiator und Mitorganisator von vier internationalen Konferenzen über Constructive Approximation in Witten-Bommerholz (IDoMAT 1995, 1998, 2001, 2004).
Seit 2003 ist er als Hochschullehrer (Professor) an der privaten Technischen Hochschule Georg Agricola in Bochum tätig. Auch lehrt er an der TU Dortmund und hatte 2013–2014 einen Lehrauftrag an der Universität Witten/Herdecke.
Mache ist u. a. Mitglied des Editorial Boards der Zeitschrift General Mathematics.
Er ist Gründungsmitglied und Mitglied des Kuratoriums der Max & Gustav Born Stiftung in Recklinghausen und u. a. Gründungsmitglied und Vorstandsvorsitzender der Stiftung Bildung & Kultur.
Seit 2016 ist er professorales Gründungsmitglied des Graduierteninstituts für angewandte Forschung der Hochschulen in Nordrhein-Westfalen (GI NRW) für den Fachbereich „Lebenswissenschaften und Gesundheitstechnologien“.

## Außeruniversitäre Funktionen
- seit 2007 Gründungsmitglied und Kuratoriumsmitglied der Max und Gustav Born Stiftung für Bildung
- seit 2006 Gründungsmitglied und Vorstandssprecher der Bildungs- und KulturInitiative e. V., seit 2016 Vorstandssprecher der Stiftung für Bildung und Kultur
- 1997–2007 Kuratoriumsmitglied und Sprecher des Beirates der Otmar Alt Stiftung

Des Weiteren kuratierte Detlef H. Mache überregionale Ausstellungen, beispielsweise „HP Müller: Zeitstücke – Zeit zum Denken“ im Emschertal-Museum/Städtische Galerie Herne 2014 und die „Ren-Rong-Retrospektive“ im Osthaus Museum Hagen 2016, sowie „Berlin Wall Art“ mit Thierry Noir, 2017, Ren Rong – „Dialog mit der Sprache der Kunst“, 2017/2018, „Urban Pop Art – Gedanken zu Verantwortung und Zukunft“ mit Thomas Baumgärtel, 2019/2020, „Eberhard Bitter – Gedanken im Dialog mit Werner Reuber“, 2020, „Verantwortung Zukunft“ mit Moritz Götze 2020/2021, „Kunst mit Botschaft“ mit Thomas Baumgärtel und Max Grimm, 2023/2024 und „Kunst mit Botschaft – Gesellschaftliche Umbrüche“ mit Kiddy Citny, 2024/2025, jeweils im Daniel-Pöppelmann-Haus des Städtischen Museums Herford.

## Mitgliedschaften
- Gesellschaft für Angewandte Mathematik und Mechanik (GAMM)
- Deutsche Mathematiker-Vereinigung (DMV)
- The Royal Photographic Society (German Chapter) (RPS)

## Schriften (Auswahl)
- Approximation Theory. In: M. Felten, D. H. Mache, M. W. Müller (Hrsg.): Mathematical Research. Band 86, Akademie Verlag, Berlin 1995, ISBN 3-05-501673-4.
- New Developments in Approximation Theory. In: M. D. Buhmann, M. Felten, D. H. Mache, M. W. Müller (Hrsg.): Int. Series of Numerical Mathematics. Band 132, Birkhäuser Verlag, Basel 1999, ISBN 3-7643-6143-3.
- Generalized methods using integral transforms and convolution structures with Jacobi orthogonal polynomials. In: Functional Analysis and Approximation Theory IV. Proceedings of the 4th International Conference on Functional Analysis and Approximation Theory held in Acquafredda di Maratea (Potenza), 22.–28. September 2000, Rendiconti del Circolo matematico di Palermo. Serie II, Supplement 68, 2002, S. 625–640.
- Advanced Problems in Constructive Approximation. M. D. Buhmann, D. H. Mache (Hrsg.): Int. Series of Numerical Mathematics. Band 142, Birkhäuser Verlag, Basel 2003, ISBN 3-7643-6648-6.
- Trends and Applications in Constructive Approximation. M.G. de Bruin, D. H. Mache, J. Szabados (Hrsg.): Int. Series of Numerical Mathematics. Band 151, Birkhäuser Verlag, Springer Science Group, Basel 2005, ISBN 3-7643-7124-2.
- Responsibility for the Future with Culture & Education. Miami Florida U.S.A., Edition M Witten 2009 (bildung-kultur.org (Seite nicht mehr abrufbar. Suche in Webarchiven)).
- Mit Thierry Noir (Hrsg.): Hommage an die jungen Generationen | Dialog mit der Sprache der Kunst. Edition M, Berlin / Witten 2010–2011 (bildung-kultur.org (Seite nicht mehr abrufbar. Suche in Webarchiven)).
- An Actual Dialogue with the Language of Art | Dialog mit der Sprache der Kunst. Edition M, Witten 2013, ISBN 978-3-00-041580-7.
- Mit Tayfun Belgin (Hrsg.): Ren Rong – Retrospektive im Osthaus Museum Hagen. Hagen 2016 (bildung-kultur.org (Seite nicht mehr abrufbar. Suche in Webarchiven)).
- Ford Beckman & Heiner Meyer – Ein Pop Art Dialog. Kunstraum Villa Friede Bonn; Burg Vischering Lüdinghausen; Stiftung für Bildung & Kultur, Witten 2016 (bildung-kultur.org, heiner-meyer.com).
- Thomas Baumgärtel 2008–2018 – German Urban Pop Art von Dorothee Baer-Bogenschütz, Andrea Brandl, Meinrad Maria Grewenig, Stephan Grünewald, Valeri Lalov, Detlef H. Mache, Stephan Mann, Wienand Verlag, Köln, 2019, ISBN 978-3-86832-515-7.